# Abydos, Egipt

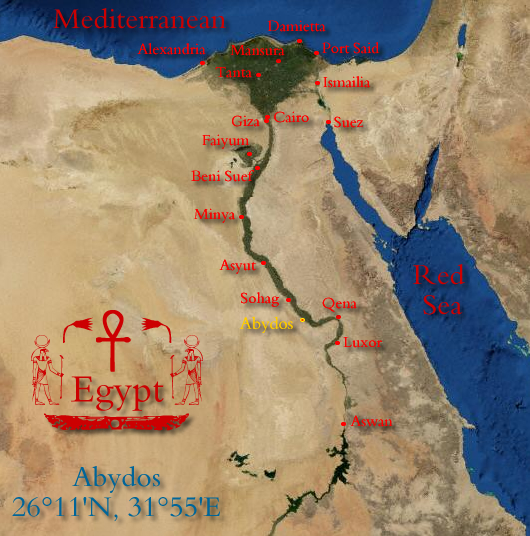
Amplasamentul orașului Abydos pe harta Egiptului

Abydos este unul dintre cele mai vechi orașe ale Egiptului antic, în amonte de Teba, important centru religios al cultului lui Osiris în timpul Regatului Mijlociu (2040-1730 î.C.). 
Aici au fost ridicate celebrele temple ale faraonilor Seti I (1312-1290 î.C.) și Ramses al II-lea (1290-1224 î.C.). 
Astăzi este situat lângă orașul Araba el-Madfuna.